# ایر نلسون
ایر نلسون (به انگلیسی: Air Nelson) یک شرکت هواپیمایی با کد یاتا NZ است که در تاریخ ۱۹۷۹ میلادی تأسیس شده است.
دفتر مرکزی ایر نلسون در نلسون، نیوزیلند واقع شده‌است و قطب این شرکت هواپیمایی در فرودگاه اوکلند، فرودگاه بین‌المللی کرایست‌چرچ، فرودگاه بین‌المللی ولینگتون قرار دارد و به ۱۷ مقصد، پرواز مستقیم انجام می‌دهد.